# Eva Svanholm Bohlin
Eva Jenny Christina Svanholm Bohlin, tidigare enbart Bohlin, ogift Svanholm, född 24 juli 1936 i Västerås i Västmanlands län, död 27 mars 2022 i Helgeands distrikt i Lund i Skåne, var en svensk kördirigent och pedagog.

## Biografi
Eva Svanholm Bohlin växte upp i en musikerfamilj och började med körsång redan som barn. Hennes far operasångaren Set Svanholm var chef för Kungliga Teatern i Stockholm och hennes mor Nini Svanholm var utbildad operasångerska och dotter till juristen Karl-Henrik Högstedt.
Efter studentexamen bedrev hon studier vid Stockholms högskola och Uppsala universitet och blev filosofie magister. Hon utbildade sig till matematik- och svensklärare. På fritiden var hon engagerad inom körlivet. Då hon kom till Lund 1970, fick hon ansvar för Lunds akademiska kör. Efter en ettårig musikutbildning fick hon även behörighet att undervisa i musik och tjänstgjorde från 1976 på kommunala musikskolan.
Eva Svanholm Bohlin var grundare av bland annat Lunds Kammarkör, flickkörerna Korallerna och Korinterna samt manskören Svanholm Singers. Hon startade år 1976 gosskören Cantarellerna inom Lunds kommunala musikskola. Denna kör flyttade 1987 till Lunds domkyrka och fick då namnet Lunds Domkyrkas Gosskör. Hon startade år 1991 musikklasser vid Katedralskolan i Lund samt 2001 friskolan Lars-Erik Larsson-gymnasiet som hon var rektor för i sju år.
Hon var sedan den 12 juni 1961 gift med dirigenten och musikvetaren Folke Bohlin; bland parets fyra barn märks dirigenten Ragnar Bohlin och operasångerskan Ingela Bohlin. Eva Svanholm Bohlin är begravd på Uppsala gamla kyrkogård.

## Dirigent
- Lunds akademiska kör 1970–1978
- Korallerna 1978–2011
- Korinterna 1980–2005
- Lunds Kammarkör 1983–2003, samt en skivinspelning 2007
- Lunds Domkyrkas Gosskör med Cantores Cathedrales och Domherrarna 1986–31 juli 2013
- Svanholm Singers 1997–2001

## Diskografi
- 1973 – Lunds Akademiska Kör sjunger julsånger
- 1978 – Lunds akademiska kör[15]
- 1984 – Korallerna, Cantarellerna, Korinterna: Luciakonsert i Lund[16]
- 1985 – Korallerna[17]
- 1988 – Lunds kammarkör: Glädjens blomster – svensk folkvisa och romantik[18]
- 1993 – Lunds kammarkör: Da pacem, Domine – nordisk sakral musik med unga röster från Lund[19]
- 1997 –  Nu stige jublets ton – sånger i juletid med unga röster från Lund. Djursholm: BIS. 1997. Libris 2595421
- 1999 – Svanholm Singers[20]
- 2002 – Lunds kammarkör: La luna asoma[21]
- 2007 – Korallerna, Cantores Cathedrales, Lunds domkyrkas gosskör: Ave Maria[22]

## Utmärkelser
- 1984 – Lunds kommuns kulturstipendium[23]
- 1989 –  Malmöhus läns landstings kulturstipendium
- 1991 – Norrbymedaljen
- 1991 – Årets körledare
- 1991 – Stipendium ur Stiftelsen Madeleine Ugglas Stipendiefond[24]
- 1995 – Musikaliska Akademiens pris för pedagogisk verksamhet bland ungdom
- 2000 – Lunds kommuns kulturpris[25]
- 2001 – Litteris et Artibus
- 2004 – Årets Lundensare[26]
- 2007 – Årets barn- och ungdomskörledare

Med Korallerna, Cantores Cathedrales och Svanholm Singers har hon vunnit flera "Grand Prix"  både i Sverige och utomlands.
I sammanhanget kan nämnas SVT:s Luciamorgon som sändes 1982 och 1983 från Allhelgonakytkan i Lund, 1988 från Lunds universitetsaula och år 2000 och 2001 från Lunds domkyrka, alla med hennes körer.

### Fotnoter
1. 1 2 3 4  Sveriges dödbok 1815–2022, nionde utgåvan, Sveriges Släktforskarförbund, december 2023.[källa från Wikidata]
2. ↑  Libris, Kungliga biblioteket, 26 mars 2018, Libris-URI: wt7bgv4f36h0klq, läst: 24 augusti 2018.[källa från Wikidata]
3. ↑  läs online, imusiken.se  , läst: 22 mars 2024.[källa från Wikidata]
4. 1 2  Sveriges befolkning 1970, CD-ROM, Version 1.04, Sveriges Släktforskarförbund (2002).
5. 1 2 3  Sveriges befolkning 1990, CD-ROM, Version 1.00, Riksarkivet (2011).
6. ↑  https://www.ratsit.se/19360724-Eva_Jenny_Christina_Svanholm_Bohlin_Lund/heY4u_QoWfEzn9FnPArGqlLii_2pv8R8GNsPTiMxbpY
7. ↑  https://sverigesradio.se/artikel/kordirigenten-eva-svanholm-bohlin-dod
8. 1 2  Amanda Pietersen (22 juli 2011). ”Hur länge orkar du fortsätta leda körer?”. Sydsvenskan:  s. 16. Arkiverad från originalet den 3 december 2013. https://web.archive.org/web/20131203044259/http://www.sydsvenskan.se/familj/fodelsedag/hur-lange-orkar-du-brfortsatta-leda-korer/. Läst 2 december 2013.
9. ↑  SVANHOLM, SET K V, operachef, Saltsjö-Duvnäs i Vem är Vem? / Stor-Stockholm 1962 / 1244.
10. ↑  ”Tongivande ledare ger sin sista konsert”. Sydsvenskan. 9 juni 2012. Arkiverad från originalet den 3 december 2013. https://archive.is/20131203203617/http://www.sydsvenskan.se/lund/tongivande-ledare-ger-sin-sista-konserttongivande-ledare-ger-sin-sista-konsert/. Läst 3 december 2013.
11. ↑  Bohlin, Folke B, professor, Lund i Vem är det / Svensk biografisk handbok / 1993 / s 153.
12. ↑  Eva Svanholm Bohlin Arkiverad 6 december 2013 hämtat från the Wayback Machine. från Lars-Erik Larsson-gymnasiet
13. ↑  Sveriges befolkning 1980, CD-ROM, Version 1.02, Sveriges Släktforskarförbund (2004).
14. ↑  Svanholm Bohlin, Eva Jenny Christina på SvenskaGravar.se
15. ↑  Lunds akademiska kör på Svensk mediedatabas
16. ↑  Luciakonsert i Lund / Korallerna på Svensk mediedatabas
17. ↑  Korallerna på Svensk mediedatabas
18. ↑  Glädjens blomster : svensk folkvisa och romantik på Svensk mediedatabas
19. ↑  Da pacem, Domine : nordisk sakral musik med unga röster från Lund på Svensk mediedatabas
20. ↑  Svanholm Singers på Svensk mediedatabas
21. ↑  La luna asoma / Lunds kammarkör på Svensk mediedatabas
22. ↑  Ave Maria på Svensk mediedatabas
23. ↑  ”Mottagare av Lunds kommuns Kulturstipendium 1962-2012”. Lunds kommun. Arkiverad från originalet den 3 december 2013. https://web.archive.org/web/20131203002156/http://www.lund.se/Global/F%C3%B6rvaltningar/Kultur-%20och%20fritidsf%C3%B6rvaltningen/Kultur/Kulturstipendier%20och%20kulturpris/Mottagare%20av%20Lunds%20kommuns%20kulturstipendium%2062-12.pdf. Läst 25 november 2013.
24. ↑  ”Stipendiater”. Stiftelsen Madeleine Ugglas Stipendiefond. Arkiverad från originalet den 2 december 2013. https://web.archive.org/web/20131202231045/http://www.stiftelsenmust.se/stipendiater. Läst 25 november 2013.
25. ↑  ”Mottagare av Lunds kommuns Kulturpris 1986-2010”. Lunds kommun. http://www.lund.se/Global/Förvaltningar/Kultur-%20och%20fritidsförvaltningen/Dokument/Mottagare%20av%20Lunds%20kommuns%20Kulturpris%201986-2011.doc. Läst 25 november 2013.[död länk]
26. ↑  ”Årets lundensare”. Grandiosa sällskapet. Arkiverad från originalet den 3 december 2013. https://web.archive.org/web/20131203190237/http://grandilund.se/files/2007/07/A%CC%8ARETS-LUNDENSARE1.pdf. Läst 25 november 2013.

### Webbkällor
- John Rausér Porsback (20 januari 2013). ”Eva Svanholm Bohlin”. Lite om släkterna Bohlin och Kolmodin. Arkiverad från originalet den 10 juni 2015. https://web.archive.org/web/20150610200419/http://bohlin-kolmodin.se/wordpress/?page_id=1050. Läst 20 november 2013.